# サッゲズ
サッゲズ（ペルシア語: سقز、Saghez/Saqez/Saqqiz/Saqiz/Sakīz）は、イランの都市で、コルデスターン州サッゲズ郡の郡中心市に定められている。2006年の国勢調査では人口131,348人、31,336世帯。
住民の大部分はスンナ派イスラム教を信仰するクルド人である。

## 語源
町の周辺に多く自生しているピスタチオの樹が、サッゲズの名前の由来であると考えられている。

## 歴史
紀元前7世紀半ばに、バルタトゥア王の指導下にあった遊牧民のスキタイ人は西アジアにおいて最盛期を現出し、サッゲズの一帯を政治的拠点としていた。
遅くとも17世紀からは命令を受けた知事がサッゲズを統治していた。18世紀初頭のサッゲズは人口2,000足らずの小さな町だと考えられているが、染色場、皮なめし工房、屠殺場などの施設が置かれ、交易路の合流点となっていた。

## 気候
ケッペンの気候区分では、サッゲズは湿潤大陸性気候（Dsa）に分類される。
標高1,476mにあるサッゲズの気候は変化に富み、夏は暑く乾燥し、冬は寒く降雪がある。夏は希薄で乾燥した空気と夏の低い湿度のために気温が大きく変化する。1969年にイラン気象観測所はサッゲズで当時のイラン最低気温である-36℃を観測するが、1997年1月29日にザンジャーン州のヘイラーバードで-36.4℃の気温が観測され、イラン最低気温の記録は更新された。
1972年2月3日から9日にかけて発生した吹雪災害で、サッゲズで再び-36℃の気温が観測される。非公式の観測記録であるものの、サッゲズは2006年12月に-45.8℃、2007年1月に-42.3℃の最低気温に達しており、これはイランの都市部で記録された最も低い気温である
。
| サッゲズの気候                     | サッゲズの気候 | サッゲズの気候 | サッゲズの気候 | サッゲズの気候 | サッゲズの気候 | サッゲズの気候 | サッゲズの気候 | サッゲズの気候 | サッゲズの気候 | サッゲズの気候 | サッゲズの気候 | サッゲズの気候 | サッゲズの気候 |
| 月                                 | 1月            | 2月            | 3月            | 4月            | 5月            | 6月            | 7月            | 8月            | 9月            | 10月           | 11月           | 12月           | 年             |
| ---------------------------------- | -------------- | -------------- | -------------- | -------------- | -------------- | -------------- | -------------- | -------------- | -------------- | -------------- | -------------- | -------------- | -------------- |
| 最高気温記録 °C （°F）             | 18.2 (64.8)    | 20 (68)        | 24 (75)        | 29 (84)        | 34.4 (93.9)    | 39 (102)       | 43 (109)       | 42 (108)       | 39 (102)       | 32 (90)        | 26 (79)        | 22.2 (72)      | 43 (109)       |
| 平均最高気温 °C （°F）             | 2.4 (36.3)     | 4.7 (40.5)     | 11.0 (51.8)    | 17.3 (63.1)    | 23.1 (73.6)    | 29.8 (85.6)    | 34.3 (93.7)    | 34.2 (93.6)    | 29.8 (85.6)    | 22.2 (72)      | 13.4 (56.1)    | 6.1 (43)       | 19.03 (66.25)  |
| 平均最低気温 °C （°F）             | −8.1 (17.4)    | −6.7 (19.9)    | −1.2 (29.8)    | 3.6 (38.5)     | 6.6 (43.9)     | 9.5 (49.1)     | 14.0 (57.2)    | 13.4 (56.1)    | 8.3 (46.9)     | 4.4 (39.9)     | −0.3 (31.5)    | −4.6 (23.7)    | 3.24 (37.83)   |
| 最低気温記録 °C （°F）             | −33 (−27)      | −36 (−33)      | −27.6 (−17.7)  | −9 (16)        | −5 (23)        | −0.6 (30.9)    | 3.8 (38.8)     | 4.8 (40.6)     | −0.4 (31.3)    | −7 (19)        | −24 (−11)      | −32 (−26)      | −46 (−51)      |
| 降水量 mm （inch）                 | 66.6 (2.622)   | 58.7 (2.311)   | 79.5 (3.13)    | 83.6 (3.291)   | 52.0 (2.047)   | 5.8 (0.228)    | 2.9 (0.114)    | 2.5 (0.098)    | 1.4 (0.055)    | 27.8 (1.094)   | 56.9 (2.24)    | 61.7 (2.429)   | 499.4 (19.659) |
| 平均降水日数 （≥1.0 mm）           | 8.5            | 8.3            | 10.0           | 9.8            | 7.0            | 1.2            | 0.7            | 0.6            | 0.5            | 4.3            | 6.2            | 8.1            | 65.2           |
| % 湿度                             | 73             | 70             | 64             | 58             | 52             | 40             | 35             | 33             | 33             | 47             | 63             | 71             | 53.3           |
| 平均月間日照時間                   | 121.5          | 142.2          | 177.4          | 213.1          | 287.1          | 345.1          | 357.4          | 344.3          | 311.1          | 254.3          | 174.1          | 123.4          | 2,851          |
| 出典：Synoptic Stations Statistics |                |                |                |                |                |                |                |                |                |                |                |                |                |

## 自然
サッゲズにはクマ（wrch）、オオカミ、リス、パートリッジ、ワシ、キツネ、カモシカ、ウズラ、ブタなどさまざまな野生動物が生息している。